# Heliconius clysonymus
Heliconius clysonymus är en fjärilsart som beskrevs av Pierre André Latreille 1817. Heliconius clysonymus ingår i släktet Heliconius och familjen praktfjärilar. Inga underarter finns listade i Catalogue of Life.

## Bildgalleri

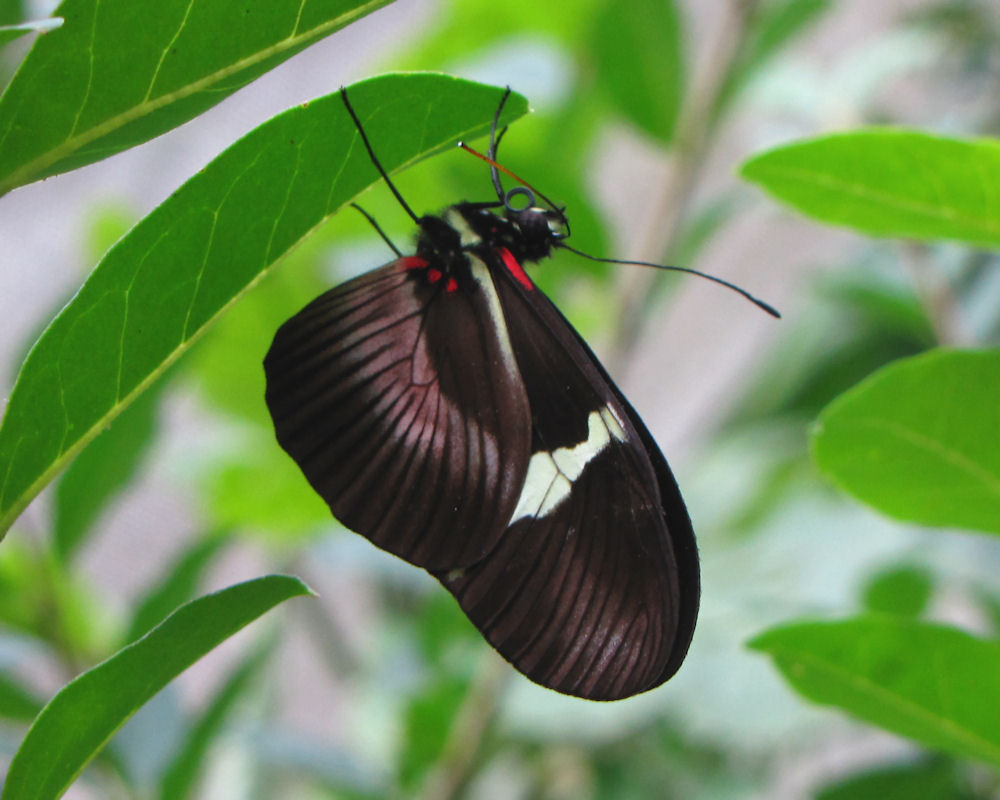